# Тощевикова Зінаїда Іванівна
Зінаїда Іванівна Тощевикова (нар. 15 травня 1930, Зимниці, Західна область) — доярка радгоспу «Удмуртський» Сарапульського району Удмуртської АРСР.

## Біографія
Народилася 15 травня 1930 року в селі Зимниці Хіславицького району (нині — Смоленської області) в селянській родині. Росіянка. Член КПРС з 1974 року. Рано залишилася без батьків, яких розстріляли.
Після Другої світової війни переїхала до родичів в Удмуртську Республіку і в 1950 році поступила на роботу в радгосп «Удмуртський». Працювала 23 роки дояркою, потім — бригадиром дійного стада. Першою в радгоспі і Сарапульському районі домоглася надою в 3000 кг молока від кожної корови. В ті часи це було відмінним досягненням.
Завдання восьмої п'ятирічки виконала за чотири роки, надоїла від закріпленої за нею групою корів 358 тонн молока замість 300, передбачених планом. Собівартість одного центнера молока склала 11 рублів 72 копійки при средньорадгоспній 16 рублів 17 копійок.
Указом Президії Верховної Ради СРСР від 22 березня 1966 року за досягнуті успіхи у розвитку тваринництва, збільшення виробництва і заготівель молока та іншої сільськогосподарської продукції Тощевиковій Зінаїді Іванівні присвоєно звання Героя Соціалістичної Праці з врученням ордена Леніна і медалі «Серп і Молот».
З квітня 1976 року працювала в м'ясному тваринництві. Вже в перший рік після зміни професії домоглася відмінного результату, отримавши щодобові прирости в стаді з майже 100 тварин по 1120 г. Уся здана нею худоба мала вищу середню вгодованість і масу більше 400 кг. Згодом домоглася щодобового приросту більше 1200 г.
Перейшла на вирощування племінної худоби — відгодовувала биків, яких продавали в сусідні господарства та інші райони Удмуртської Республіки.
З. І. Тощевикова працювала за безнарядною системою. Їй довірялося самостійно визначати технологічні процеси на фермі. Ретельне дотримання кормового раціону, використання кормових добавок, сухе, чисте приміщення, відсутність протягів — всім цим вона досягала високих результатів.
Постійно стежила за здоров'ям кожної тварини, негайно вживаючи заходів при втраті апетиту або ознаках захворювання. Її досягнення демонструвалися на ВДНГ СРСР, що принесли їй срібну медаль. Систематично підвищувала свою кваліфікацію і передавала свій досвід і майстерність молодим тваринникам.
Була депутатом Верховної Ради РРФСР, делегатом XIV з'їзду профспілок, неодноразово обиралася депутатом районної ради.
Нагороджена орденами Леніна, Жовтневої Революції, медалями, в тому числі медаллю «За доблесну працю. В ознаменування 100-річчя з дня народження В. І. Леніна», знаками «Переможець соціалістичного змагання» 1976 та 1977 років, «Ударник десятої п'ятирічки».